# 蓮秀
蓮秀（れんしゅう、文明13年3月10日（1481年4月8日） - 天文21年5月10日（1552年6月2日）は、戦国時代の浄土真宗の僧である。興正寺第15世住持。父は興正寺第14世住持蓮教、母は常楽寺住持蓮覚の娘で蓮如の孫娘に当たる慧光尼。妻は白川資氏王の娘。子に証秀。幼名は芳丸、号は花恩院。生年は文明14年（1482年）とも。

## 生涯
明応元年（1492年）に父が没した後、翌明応2年（1493年）に曾祖父蓮如の手で得度、興正寺を継いだ。翌明応3年（1494年）に法眼・律師に任ぜられ、文亀2年（1502年）に白川資氏王の娘を内室に迎えた。
天文元年（1532年）、本願寺10世法主証如と交戦した細川晴元と法華一揆らに山科の興正寺を焼き討ちされ、寺基を摂津天満に移した。後に晴元との和平を唱えたため証如および側近の下間頼秀と対立し、頼秀の叔父下間頼慶と共に本願寺を退去したが天文3年（1534年）に復帰、教行寺実誓、賢勝らと共に和睦に尽力、翌天文4年（1535年）に和睦を取りまとめた功績で本願寺一家衆に任ぜられた。また、西国の布教に尽力したと言われている。
天文21年（1552年）、72歳で死去。後を子の証秀が継いだ。